# Camptochaeta camptochaeta
Camptochaeta camptochaeta är en tvåvingeart som först beskrevs av Risto Kalevi Tuomikoski 1960.  Camptochaeta camptochaeta ingår i släktet Camptochaeta och familjen sorgmyggor.
Artens utbredningsområde är Finland. Arten är reproducerande i Sverige. Inga underarter finns listade i Catalogue of Life.